# Taheva
Taheva – wieś w Estonii, prowincji Valga, w gminie Taheva.